# Sandvatn Station
Sandvatn Station (Sandvatn stasjon) er en tidligere jernbanestation på Sørlandsbanen, der ligger ved søen Sandvatn i Kvinesdal kommune i Norge.
Stationen åbnede 17. december 1943, efter at banen mellem Kristiansand og Sira var blevet taget i brug tidligere på året. Stationen blev nedgraderet til holdeplads 5. august 1969, og 19. august 1969 blev den gjort fjernstyret, hvorefter den mistede bemandingen. I dag fungerer den tidligere station som krydsningsspor.